# Anubis

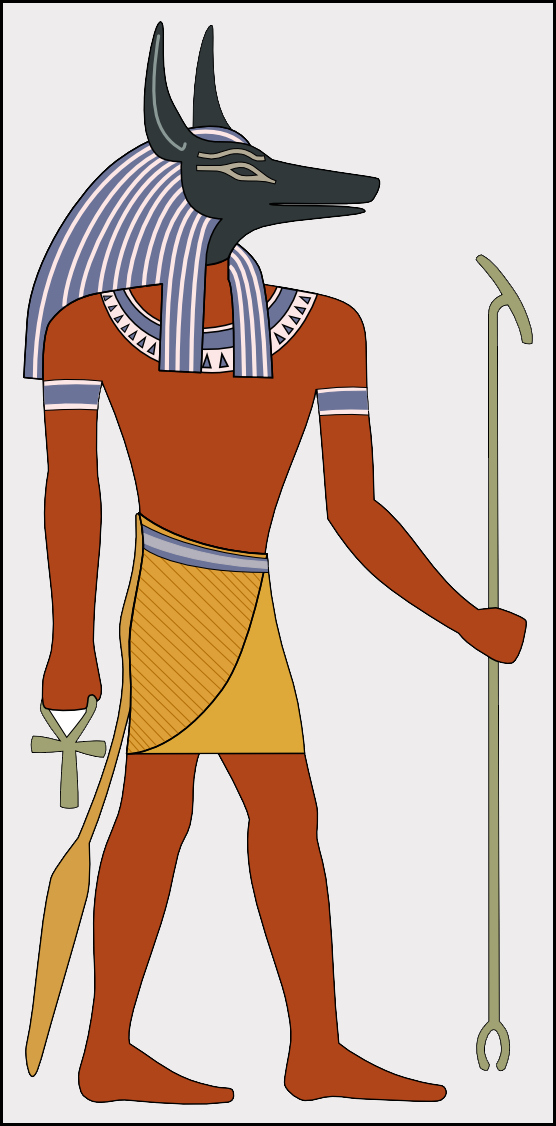
Anubis.

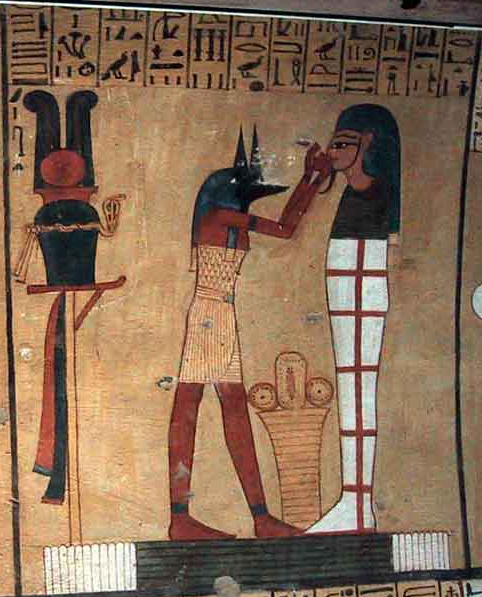
Anubis med en mumie.

Anubis (egyptiska: Anpu) var i egyptisk mytologi son till Osiris och Neftys. Han avbildades i tidig tradition oftast som en hund eller svart afrikansk guldvarg, vilken tidigare felaktigt ansågs vara en sorts schakal. Den svarta färgen förekommer inte naturligt hos dessa, utan har snarare en symbolisk koppling till liv, död och uppståndelse. Senare och mer välkänt porträtterades han oftast med människokropp och varghuvud, även om detta fortfarande oegentligt kallas ett schakalhuvud, trots att schakaler inte förekommer i Egypten. Statyer och målningar av guden återfinns i många egyptiska gravar.
Anubis var en gud ursprungligen från Abydos i Övre Egypten som skyddade de dödas gravar, förmodligen grundad i tron att lika botar lika, då hunddjur ofta grävde upp gravar för att komma åt liken. Från den femte dynastin räknades han också som son till solguden Ra. Man trodde också att han var son till Set, kaosets gud. Han ledsagade de avlidna till Osiris domstol i Underjorden där han placerade deras hjärtan i den ena vågskålen av en balansvåg och en fjäder från rättvisans gudinna Ma'at på den andra. Var hjärtat tyngre än fjädern slukades det av det krokodilhövdade vidundret Ammat. Var hjärtat lätt som fjädern fick den döde träda in i efterlivet.
Anubis var också balsameringskonstens specielle gud.
Det äldsta kända omnämnandet av Anubis finns i det gamla rikets pyramidskrifter och bland texterna i Jumilhac-papyrusen, där han associeras med den dåvarande kungens begravning.
Anubis har många titlar kopplade till sin begravningsroll, som "han som är på sitt berg", som understryker hans vikt som de dödas och deras gravars beskyddare, och titeln "han som är på balsameringsplatsen", vilket associerar honom med mumifieringsprocessen. Som många antika egyptiska gudar, antar Anubis många olika roller i olika sammanhang.